# Julianaplein (Amsterdam)

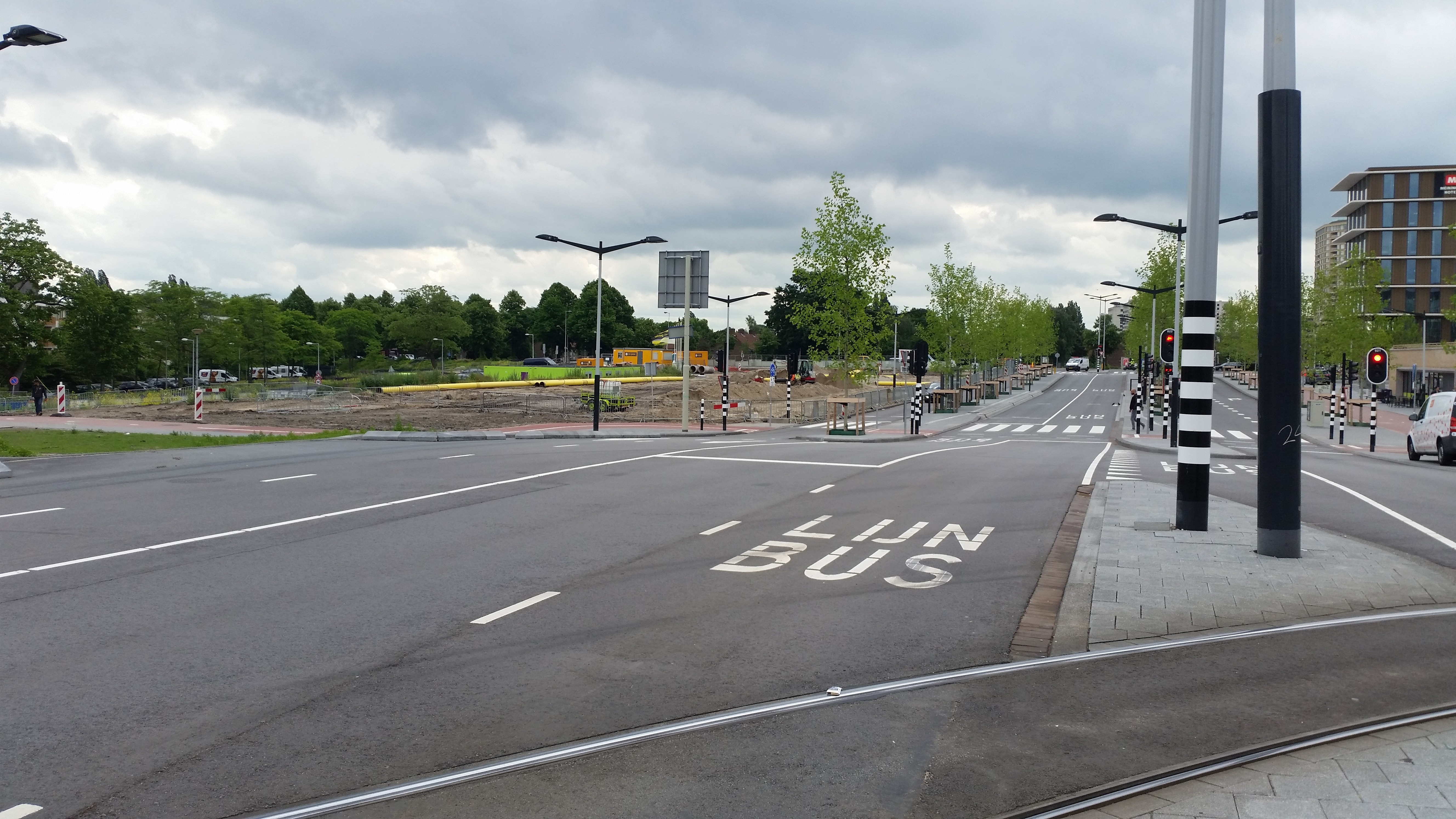
Restanten van het Julianaplein; rechts de "Julianalaan" (juni 2019)

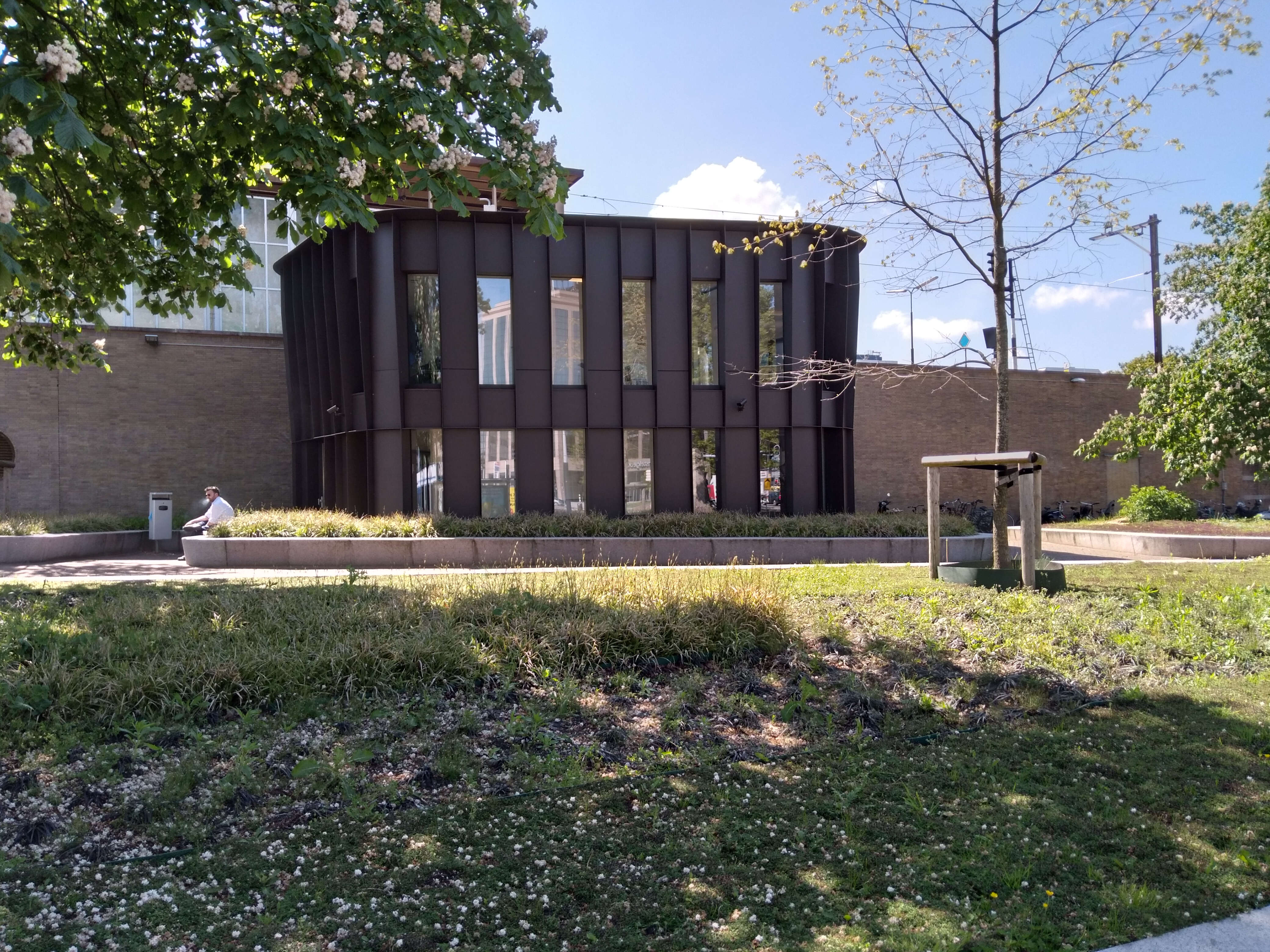
GVB-paviljoen (mei 2021)

Het Julianaplein is een plein in de Amsterdamse wijk Watergraafsmeer, Amsterdam-Oost, gelegen bij station Amsterdam Amstel.

## Geschiedenis en ligging
Het plein is per raadsbesluit van 26 juli 1939 vernoemd naar prinses Juliana. Van 13 februari 1942 tot 18 mei 1945 kreeg het plein in opdracht van de Duitse bezetter tijdens de Tweede Wereldoorlog de naam Amstelstationplein, een naam die eerder officieus gebruikt werd.
Het plein is het stationsplein van het Station Amsterdam Amstel (Amstelstation) en is gelegen aan de noord-, oost- en zuidzijde van het station. Het plein is op 15 oktober 1939 gelijktijdig met de opening van het gebouw van het Amstelstation in gebruik genomen. In het noorden grenst het plein aan het Prins Bernhardplein, in het zuiden aan de Hugo de Vrieslaan en de Overzichtsweg en in het oosten aan de nieuwbouw in het voormalige Julianapark.
Het plein bestond oorspronkelijk uit een hooggelegen gedeelte aan de noord-, zuid- en westzijde en een laaggelegen gedeelte aan de oostzijde. Op het hooggelegen gedeelte was er naast een doorgaande rijbaan in de richting zuid aan de noordzijde een taxistandplaats en aan de zuidzijde een busstation voor stadsbussen. De streekbussen hadden hun halte oorspronkelijk op het streekbusstation ten westen van het stadsbusstation maar later door ruimtegebrek ook langs de doorgaande rijbaan. Na het verdwijnen van de meeste streeklijnen naar de Flevopolder werd het streekbusstation bestemd voor Eurolines maar sinds 2015 verplaatst naar Station Duivendrecht.
Aan het laaggelegen oostelijke gedeelte van het plein bevond zich tot augustus 2018 de keerlus voor tramlijn 12. Sinds 2015 is het hooggelegen gedeelte in verband met nieuwbouw buiten gebruik geweest en was binnen de tramlus bufferruimte voor stads- en streekbussen gemaakt. Langs de vroegere standplaats van lijn 12 waren toen aan beide zijden voor beide richtingen halte perrons verschenen voor de (doorgaande) buslijnen. Het nieuwe busstation aan de zuidoostzijde van het station bleef verhoogd en met een oprit toegankelijk. Aan de meest oostelijke zijde bevindt zicht de rijbaan in beide richtingen en de bushalte voor een doorgaande lijn.
In verband met stedelijke vernieuwing en verdichting is het plein in 2018 grotendeels verdwenen en aan de westkant langs het station is een laag liggende rijweg met vrije busbaan in het midden verschenen. Deze rijweg zal de naam Julianalaan krijgen.
Het oostelijk deel van het plein is bebouwd met kantoren.

## Gebouwen

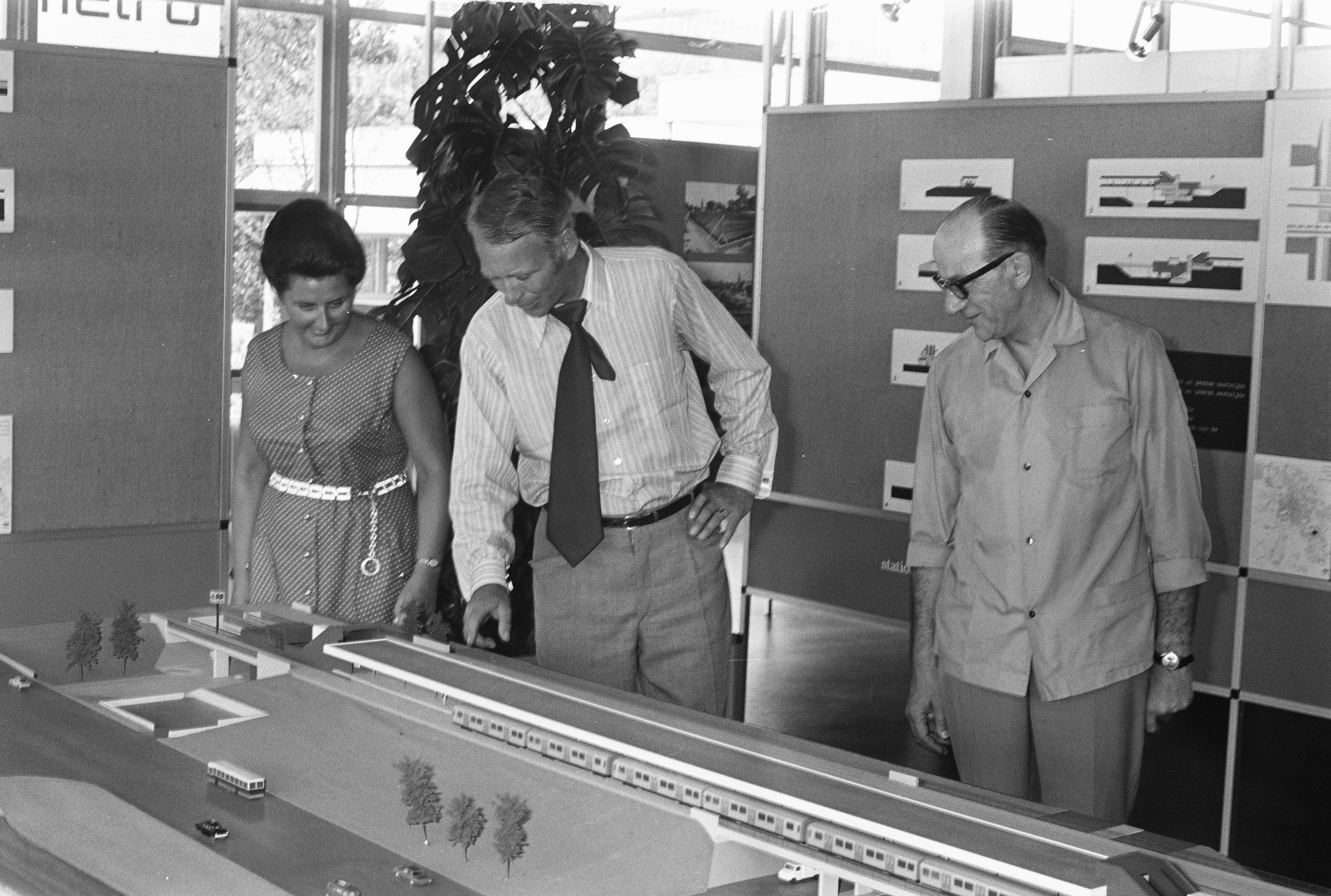
Tentoonstelling voor metrobouw in 1972

Jarenlang stonden er aan het plein slechts enkele gebouwen (ooit kende het alleen huisnummer 1, 2, 3, en 6), waarvan het Amstelstation verreweg het grootst was en tevens het enige rijksmonument hier. Aan de zuidkant stond nog een soort dienstwoning. In de jaren zeventig stond er het bouwburo en voorlichtingscentrum van de Amsterdamse metro in een houten noodgebouw tegenover de standplaats van bus 5. De huisnummerreeks werd in 2018 fors uitgebreid met de komst van Amstel Tower, de dienstwoning sneuvelde daarbij. Tussen 2021 en 2023 werd er gebouwd aan complex Amst van VenhoevenCS; het plein kreeg daardoor een geheel ander aanzien.

### Julianaplein 1Z
Een zeer afwijkend gebouw met een afwijkend adres is het gebouwtje met adres Julianaplein 1 Z te Amsterdam. Julianaplein 1 is een van de adressen van het Amstelstation, maar er is verder geen adres met nummer 1 met een toevoeging. Nummer 1Z betreft een zogenaamd GVB-paviljoen of te wel eindpunthuis. Met de verplaatsing van de eindhalte van tramlijn 12 in 2018 naar een pleintje tegen het Amstelstation aan, kwam er de behoefte voor een personeelshuisje annex vergaderzaaltje voor het trampersoneel. Het eindpunthuis werd ontworpen door Architectenbureau Winhov en in juni 2020 opgeleverd. Daar waar het Amstelstation licht van kleur is, is het eindpunthuis uitermate donker, daar waar het Amstelstation rechte lijnen en hoeken heeft, oogt het eindpunthuis als een trechter. Winhov begeleidde de opknapbeurt van het Amstelstation in die jaren.